# Erratum
Erratum – polski dramat psychologiczny z 2010 roku w reżyserii Marka Lechkiego z głównymi rolami Tomasza Kota, Ryszarda Kotysa i Tomasza Radawca. 
Zdjęcia do filmu kręcono we Wrocławiu oraz nad Jeziorem Mietkowskim. Pierwszy pokaz przedpremierowy filmu odbył się 25 maja 2010 roku w ramach konkursu głównego na 35. Festiwalu Polskich Filmów Fabularnych w Gdyni. Premiera międzynarodowa Erratum odbyła się w Korei Południowej podczas 15. MFF w Pusan.

## Opis fabuły
Film Erratum opowiada historię 34-letniego Michała, który wiedzie dostatnie i na pozór poukładane życie. Mieszka w ładnym mieszkaniu wraz z żoną i synem. Pracuje w dobrze prosperującym biurze rachunkowym. Ze względu na trwające przygotowania do Pierwszej Komunii syna, Michał chciałby wziąć parę dni urlopu. Jednak szef prosi go o przysługę. Chce, aby pojechał na Wybrzeże, do miasta, z którego pochodzi i odebrał dla szefa sprowadzone ze Stanów auto. Michał z oporami wykonuje polecenie. Chce jak najszybciej załatwić sprawę i wrócić do czekającej żony i syna. Na miejscu jednak okazuje się, że powrót nie jest taki prosty. Splot wydarzeń zmusza Michała do rozliczenia się z przeszłością.

## Obsada
- Tomasz Kot jako Michał
- Ryszard Kotys jako ojciec Michała
- Tomasz Radawiec jako Zbyszek
- Janusz Michałowski jako policjant (w stopniu aspiranta sztabowego)
- Karina Kunkiewicz jako Magda, żona Michała
- Jerzy Rogalski jako Nawrocki
- Jerzy Matula jako leśniczy
- Michał Bieroński jako Krzyś
- Władysław Barański jako Antoni Michalak
- Janusz Chabior jako syn Antoniego Michalaka
- Dorota Pomykała jako kierowniczka noclegowni
- Grażyna Krukówna jako pielęgniarka
- Andrzej Wilk jako szef Michała
- Mariusz Saniternik jako bezdomny "Bohun"
- Andrzej Gałła jako szef złomowiska
- Marian Czerski jako ksiądz
- Julia Krynke jako Edyta, żona Zbyszka
- Piotr Bzdyra jako syn Zbyszka
- Krzysztof Kuliński jako szef zakładu pogrzebowego
- Jacek Jurewicz jako Wadecki - agresor
- Felicjan Dworski jako Michalski, dziadek w noclegowni
- Jerzy Adam Zuchowicz jako złodziej roweru
- Rafał Turzański jako złodziej roweru
- Ireneusz Ciupka jako bezdomny "Dziki"
- Bogumiła (Bogda) Sztencel jako bezdomna
- Jan Kochanowski jako policjant na wieży

## Nagrody
40. Lubuskie Lato Filmowe Łagów 2011
- Nagroda Polsko-Niemieckich Spotkań Młodzieży dla najlepszego filmu polskiego

9. Międzynarodowy Festiwal Filmowy TofiFest Toruń 2011
- Nagroda główna "Złoty Anioł"

25. Tarnowska Nagroda Filmowa 2011
- Nagroda Grand Prix

7. Nowojorski Festiwal Filmów Polskich 2011
- Nagroda za najlepszy film

29. Urugwajski Międzynarodowy Festiwal Filmowy w Montevideo 2011
- Nagroda Fipresci za najlepszy film

12. Europejski Festiwal Filmowy w Lecce 2011
- Nagroda Specjalna Jury

51. Międzynarodowy Festiwal Filmowy w Salonikach 2010
- Nagroda za scenariusz

20. Przegląd Polskich Filmów Fabularnych "Debiuty" Konin 2010
- Nagroda publiczności

46. Chicago International Film Festival 2010
- Nagroda w kategorii "Nowi reżyserzy"
  - Nagroda "Gold Plaque"

26. Warszawski Międzynarodowy Festiwal Filmowy
- Nagroda w sekcji "Konkurs 1-2"
  - Nagroda za reżyserię

15. Pusan International Film Festival 2010
- Nagroda w sekcji konkursowej Flash Forward
  - Wyróżnienie Jury

29. Koszaliński Festiwal Debiutów Filmowych "Młodzi i Film" 2010
- Nagrody pozaregulaminowe
  - Nagroda Dziennikarzy
  - Nagroda za dźwięk dla Pawła Łuczyc-Wyhowskiego

35. Festiwal Polskich Filmów Fabularnych Gdynia 2010
- Nagrody w Konkursie Głównym
  - Nagroda dla Marka Lechkiego za debiut reżyserski
- Nagrody pozaregulaminowe
  - Nagroda Dziennikarzy
  - Nagroda Organizatorów Festiwali i Przeglądów Filmu Polskiego za Granicą